# Düzyurd
Düzyurd è un comune dell'Azerbaigian situato nel distretto di Gədəbəy. Conta una popolazione di 2.091 abitanti.